# 宇都宮駅のバス乗り場

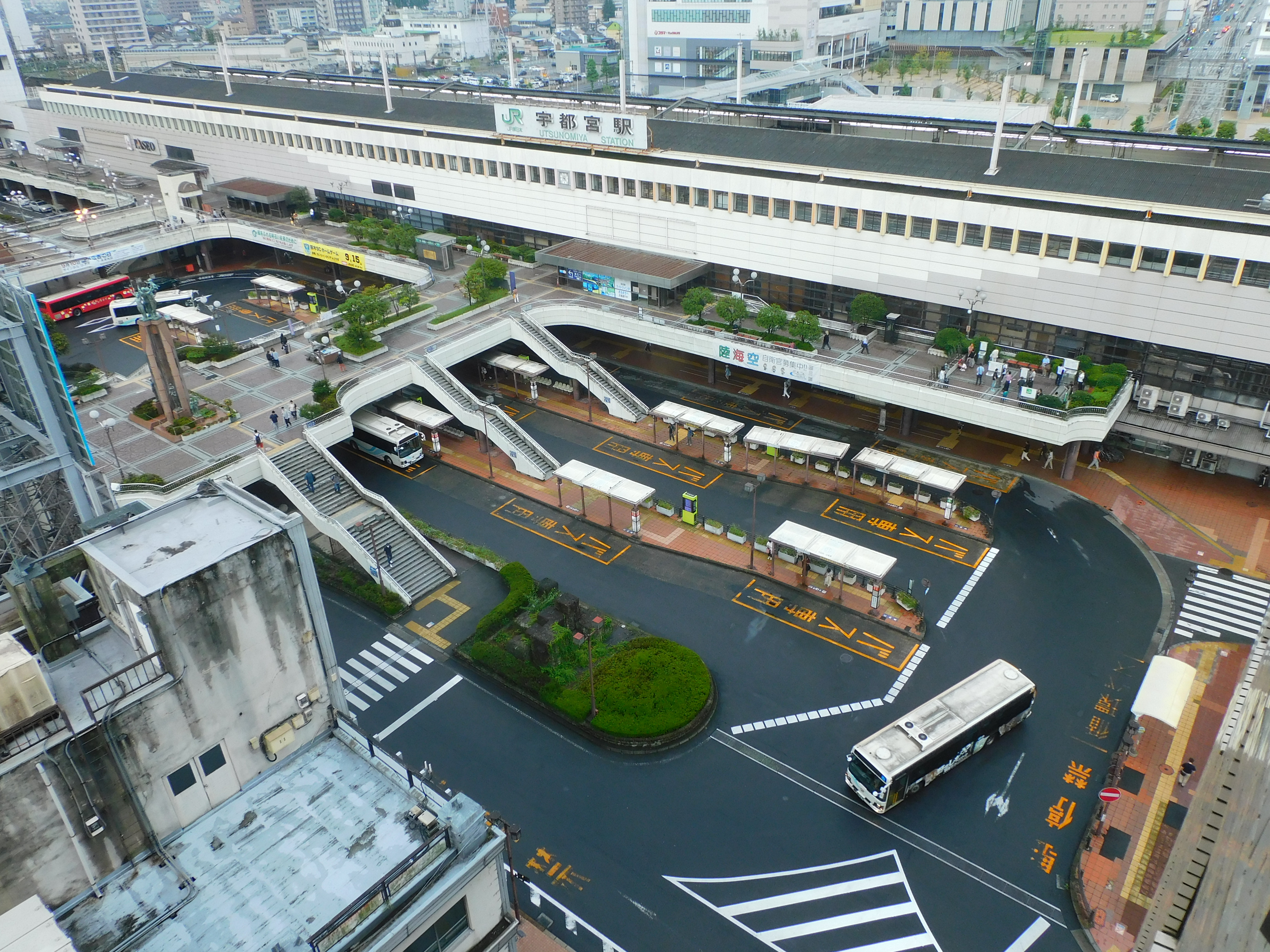
西口バス乗り場

宇都宮駅のバス乗り場（うつのみやえきのバスのりば）では、栃木県宇都宮市川向町にある東日本旅客鉄道（JR東日本）宇都宮駅周辺の路線バス・高速バス乗り場について概説する。西口と東口にそれぞれバス乗り場が存在する。

## 宇都宮駅西口
西口バス乗り場は、栃木県宇都宮市川向町にある宇都宮駅西口広場内にあるバスターミナルであり、栃木県道196号宇都宮停車場線（通称：駅前大通り）の一部である。一般路線バス、都市間高速バス、リムジンバスが発着する。鉄道駅と併せて県内最大のターミナルを形成する。

### 歴史と現況
宇都宮市に路線バスが乗り入れたのは、1924年（大正13年）創業の城山自動車合資会社が最初で、同社はハイヤーと兼業しながら大谷線・鹿沼線・文挟線・日光線・徳次郎線を運行した。続いて1926年（大正15年）に宇都宮市街自動車株式会社と矢野自動車商会が創業し、宇都宮市街自動車は宇都宮駅-裁判所間と大谷線・茂木線、矢野自動車は烏山線を開設した。このほか羽黒自動車・白沢自動車・須田自動車・下野自動車が相次いで乗り入れ、1927年（昭和2年）には関東自動車が宇都宮-栃木間など6路線をもって宇都宮市に進出した。1930年（昭和5年）には宇都宮市内で19社が16路線を営業し、1日平均乗客は1万人、運賃は市内一律10銭だった。
1983年10月4日、東北新幹線開業に伴う駅舎建て替え、構内再整備の末、現行の設備及び運用形態となった。宇都宮の主要バス路線網の大半を有する関東自動車が元々宇都宮市街地にあったバス車庫・営業所（池上や桜通）機能を宇都宮駅周辺設備や郊外設備に分散させたため、現在は単なるバス停留所を超え、宇都宮市内の中枢的バスターミナルとなっている。
開設当初より乗り入れていたのは関東自動車、国鉄バス（現在のJRバス関東）及び東武鉄道（通称：東武バス、関東自動車に路線譲渡し撤退）の3事業者で、東野交通（通称：東野バス）は1990年代後半から2000年代前半になって徐々に駅構内に乗り入れる事となり、2001年12月1日に全便乗り入れが完了した。
宇都宮市周辺の路線バス網は、当初中心市街地（二荒山・バンバ周辺）と郊外や他市町村（郡部）を結ぶ形で広がり、宇都宮市の拡大に伴い、市街地東端に位置する宇都宮駅は、市西部・北部・南部を結ぶ路線（関東自動車・東武バス）の市街地側の始発・終点となり、一方で、市東部と市街地を結ぶ路線、すなわち旧国鉄バスと東野交通の路線は、市東部から国鉄宇都宮駅周辺を経て中心市街地に至り、市街地西部の東武宇都宮駅周辺が始発・終点となった。国鉄バスは国鉄宇都宮駅構内に乗り入れて国鉄利用者の利便性向上を図ったが、東野交通は市東部と中心市街地間の利用客の利便性を重視し、近年までは駅構内ターミナルへの乗り入れは行わず、宇都宮駅の西方約100メートルの「宮の橋北」と「宮の橋南」バス停にのみ停車していた。その背景として、東武宇都宮駅周辺設備を占有していた東野交通の宇都宮駅構内乗り入れに関東自動車が難色を示していた（事実上の拒否）事が最大の理由であるが、一方で宇都宮駅の立地や宇都宮の路線バス網の役割、その発達の歴史などにもその因子を見出す事ができる。
県都・宇都宮市の中心市街地東端に位置する宇都宮駅の立地環境も相まって、宇都宮市周辺住民が利用する路線バスを中心とする公共交通網は、あくまで市周縁内及び市周縁〜中心市街地間の交通網として整備されて来たため、宇都宮駅を拠点とする交通網という考え方は近年ようやくその展開に至っており、路線バス全盛期に建設された宇都宮駅西口は、バスターミナルを正面に据え、その他の交通機関であったタクシー乗り場及び一般車の乗降場はバスターミナルの北側に建設された。これについては、宇都宮市内のタクシー事業者の最大手「関東交通」及び第2位「宇都宮合同タクシー（その後関東交通に統合）」が関東自動車の関係会社であった事から、バス乗降場を駅構内の中心に配置する様建設計画時より働きかけた結果である。この様な状況から、バスターミナル開設以来、構内は許可車両以外の乗り入れが禁じられているにも拘らず、場内に進入する一般車両が後を絶たず、路線バスと一般車両間のトラブルとなる一面もある。

### 構造
JR宇都宮駅西口に連結した構造をとっている。宇都宮駅西口正面出口付近には、主に観光地方面へ向かうバスの行き先・発着時刻・乗り場の案内や地域情報やニュースを発信するデジタルサイネージ（下野新聞社の運営）が設置されている。2階部分は同駅舎2階からつながるペデストリアンデッキであり、1階部分が島式ホーム・各行先方面別のバスのりばとなっており、宇都宮駅舎に接するバスホームに1〜5・38番のりば及び降車場、横断歩道を渡った島式バスホームに6〜10番のりば、さらに横断歩道の西側にある島式バスホームに11〜15番のりば、当ターミナル西縁の宇都宮チサンホテル前に16番のりばが設けられている。
発着するバスは駅前大通りを東進して宇都宮駅構内に乗り入れ、一旦北側に折れてターミナル北縁の取り付け道路に進入、各ホームに北側から南に頭を向けて入り各のりばに停車する。発車時は乗降扱い後に南縁の取り付け道路を経由し駅構内を出る。なお、一部に宇都宮チサンホテルの南側から進入して構内に入る路線もある。
1階ホームと2階ペデストリアンデッキとは階段で接続しており、駅利用者は2階ペデストリアンデッキを介して階段で直接各バスホームに到達できる。またペデストリアンデッキはその北側で駅ビル「パセオ」2階部分と、またその北西側で「tonarie utsunomiya」2階部分と、それぞれ同一平面上で接続している。さらに、西側階段の先で横断歩道を渡ると駅前大通りの両岸に到達する。
時刻表は各のりばに設けられたポールもしくは天井吊り下げ式看板に、各のりば発着のバス時刻表が用意されているほか、関東自動車では2018年3月末よりリアルタイムでバスの発車時刻を表示する電光掲示板を西口バスのりばの8か所に設置しており、日本語のほか英語でも表示される。
長らく1・2・5番〜13番・16番・38番乗り場を関東自動車、3・4番乗り場をジェイアールバス関東、14番・15番乗り場を東野交通という振り分けになっていたが、2018年10月1日には関東自動車が東野交通を経営統合して以降は細かな変更が順次行われ、配置上バスを乗り場沿いに止めるのが難しい位置にあった15番乗り場を降車専用化、2023年8月にはライトレール開業に伴う乗り場の集約で4番乗り場が使用停止となる。
2024年3月改正より、関東自動車とジェイアールバス関東が、乗り場の大規模な再編を実施した。

### 特徴と問題
当ターミナルの利用者を種別すると、市街周縁の住宅街から当駅周辺の商業施設へ訪れる買い物客、当駅で他路線（鉄道線・バス路線）に乗り換え市内・市外各地に向かう旅客や学生などで、平日の朝夕ラッシュ時は通勤・通学者の利用で混雑する。
また、他駅のターミナルでは一般的にほとんどの路線が始発・終着となっているが、当駅のターミナルでは通過点とするバス路線も多数存在する。
宇都宮の路線バス網は市周縁部と中心市街地を結ぶ交通機関として整備されて来たため、バス利用者は中心市街地（主に宇都宮二荒山神社付近から東武宇都宮駅の間にわたって続いており、JR駅から約西に1km以上離れている）と市周縁部間の利用者がほとんどである。こうした経緯もあってか、JR鉄道線利用者は現在も宇都宮駅から徒歩で中心市街地に向かう例も多く見られる。一方で、2002年から2008年までの間に同駅と中心市街地間の利用に対し補助金を給付する事によって当該区間運賃の100円均一サービスを展開し、当ターミナルがある宇都宮駅西口から市街地間の利用者の掘り起こしが図られていた。
また、当ターミナルにおけるバス路線密集率は非常に高く、それが原因でターミナルへ出入りするバスが団子運転となり遅延するという問題が発生している。
なお、宇都宮駅西側のバス路線は、宇都宮ライトレールの延伸時に再編される予定となっている。

### ICカードの導入と乗降方式の変更
2021年3月21日から、栃木県内の関東自動車とJRバス関東の一般路線バス（高速バスや一部のコミュニティバス、イベント輸送の臨時バスなどを除く）で地域連携ICカード「totra（トトラ）」が導入された。Suicaと相互利用可能な全国の交通系ICカードでも運賃の支払いが可能となった。
これに伴い、バスの乗降方式が「後ろのドアから乗車、前のドアから降車」に改められている（一部の小型車両および前ドアのみの車両を除く）。磁気式の共通バスカードは販売、利用とも終了している。

### バスの上限運賃制度・乗り継ぎ割引制度
上限運賃制度
交通系ICカードを使って日中に一般路線バスを利用すると、宇都宮市内であれば片道運賃の上限が400円となる制度である、上限運賃制度を設定している。なお、小学生や身体・知的障がい者の運賃の上限は200円である。運賃上限制度はどの全国相互利用が可能な交通系ICカードで利用しても対象であるが、totra利用者においては後述の乗り継ぎ割引制度との併用が可能である。

下記の3つを満たすと、上限運賃制度が適用される。
1. 時間帯：毎日（土日祝休日含む）、午前9時～午後4時に適用になる。なお、降車の時間で判別する。（時刻表の到着時間が時間帯の範囲内であれば、遅延しても適用される。）
2. 区間：市内での乗り降り（宇都宮市域を超えた場合は、通常運賃となる。）
3. 対象：交通系ICカード（totraやSuica、PASMOなど全国相互利用対応カードであれば全て対象）利用者

乗継割引制度
LRT（ライトライン）と路線バスもしくは宇都宮市地域内交通を乗り継いだ場合、または路線バス同士を乗り継いだ場合、2乗車目の運賃を割り引く乗継割引制度をtotra利用者限定で実施している（Suica、PASMOなど他のカードは対象外）。
totraを使ってLRTと路線バス（関東自動車・ジェイアールバス関東）を乗り継ぐと、2乗車目の公共交通の運賃から大人100円（小児・障がい者は50円）が割引される。LRTまたは路線バスと宇都宮市地域内交通と乗り継いだ場合、もしくは路線バス同士を乗り継いだ場合は大人200円（小児・障がい者は100円）が割引される。なお、2乗車目の運賃が200円未満の場合は無料となる。

### のりば（西口）

#### 1番のりば
馬場町・県庁前・東武宇都宮駅を経由して和尚塚通り・護国通り方面に向かう関東自動車の路線バスが発着する。
1番乗り場は長らく清住町経由細谷車庫行き（以前は戸祭車庫止まり）が主に使用し、それ以外の系統も併用するという形態だったが、何度かの乗り場の変更を経て、2024年3月より清住町経由細谷車庫行きは2番乗り場に移動し、それ以外の系統が1番乗り場に残った。同じタイミングで、6番乗り場を発車していた陽西中経由ろまんちっく村行き（作新学院経由宝木団地行きと同じルートを通るため）が1番乗り場に移動してきた。また、深夜に1便のみ運行されていた宇商高経由帝京大学行き深夜バスも1番乗り場を発車していたが、2024年3月16日改正で廃止となった。
| 運行事業者 | 行先番号 | 主要経由地                                                     | 行先           | 備考 |
| ---------- | -------- | -------------------------------------------------------------- | -------------- | ---- |
| 関東自動車 | 53       | 東武駅前・桜通り十文字・和尚塚・宝木                           | 細谷車庫       |      |
| 関東自動車 | 55       | 東武駅前・桜通り十文字・作新学院前・陽西中学校前・宝木         | 細谷車庫       |      |
| 関東自動車 | 55       | 東武駅前・桜通り十文字・作新学院前・陽西中学校前・宝木         | 宝木団地       |      |
| 関東自動車 | 46       | 東武駅前・桜通り十文字・作新学院前・陽西中学校前・宝木・仁良塚 | ろまんちっく村 |      |

#### 2番のりば
馬場町・県庁前・東武宇都宮駅を経由して、市北西部の戸祭地区に向かう関東自動車の路線バスが発着する。2024年3月より、2番乗り場が清住町経由細谷車庫行き専用乗り場となった。
それ以前は、15番乗り場を使用していた東野交通（現・関東自動車）の宇都宮東武方面バスが2番乗り場に移動。また、1番乗り場と共用だった一部路線が2022年4月より2番乗り場へ分割されるという経過をたどっていた。
| 運行事業者 | 行先番号 | 主要経由地                                       | 行先     | 備考         |
| ---------- | -------- | ------------------------------------------------ | -------- | ------------ |
| 関東自動車 | 50       | 東武駅前・清住町・栃木医療センター前・戸祭・宝木 | 細谷車庫 | 深夜バスあり |

#### 3番のりば
二荒山神社前・県庁前・東武宇都宮駅方面に向かう関東自動車の路線バスが発着する。当乗り場を発車する東武宇都宮駅西口方面のバスに関しては旧東野交通時代の停車バス停を現在に至るまで踏襲しており、上河原・大工町・二荒山神社前・県庁前・宇都宮東武（東武西口）の順に止まる。このことから、現地時刻表には「宮島町十文字・東武駅前（大通り沿い）には停車しない」旨の注意書きがある。
国鉄時代から長らく国鉄バス（のちのJRバス関東）が使用し、JRバス関東（宇都宮支店）の路線バス（水都西線）が発着していた乗り場であった。LRT開業に伴う路線再編により宇都宮駅西口を発着するJRバス関東の路線はわずかとなり、上下線が3番乗り場に集約されたが、JRバスの乗り場は茂木方面が14番乗り場、作新学院方面が7番乗り場に移動し、3番乗り場には旧・東野交通の宇都宮東武・西原車庫行きが移動してきた。。
| 運行事業者 | 行先番号 | 主要経由地                                                                             | 行先                                                          | 備考 |
| ---------- | -------- | -------------------------------------------------------------------------------------- | ------------------------------------------------------------- | ---- |
| 関東自動車 | 05       | 馬場町・県庁前付近を経由して東武宇都宮駅西口、西原車庫に向かう旧・東野交通のバスが発着 | - 宇都宮東武（東武宇都宮駅西口） - 西原車庫（宇都宮東武経由） |      |

#### 4番のりば
東武宇都宮駅へ向かわない系統が集まる乗り場で、宮の橋交差点を左折して市役所方面へ向かう系統（市役所循環）と、大通りの本町交差点を右折し県庁や県警本部方面へ向かう系統が発着する。
3番乗り場と同じく、国鉄時代から国鉄バス（のちのJRバス関東）が使用し、2023年8月26日まではJRバス関東の東武駅前・作新学院方面行きバスが発着していたが、3番乗り場への集約により一時空き（バスの待機場として利用されていた）になっていた。2024年3月より、2番乗り場に発着していた系統のうち東武宇都宮駅を経由しない系統がこの乗り場に集約された。
| 運行事業者 | 行先番号 | 主要経由地                                                                   | 行先                     | 備考          |
| ---------- | -------- | ---------------------------------------------------------------------------- | ------------------------ | ------------- |
| 関東自動車 | 33       | 簗瀬小学校・宇都宮城址公園東・市役所・東武西口                               | （市役所循環）JR宇都宮駅 | 平日朝1便のみ |
| 関東自動車 | 54       | 県庁前・西塙田町・栃木医療センター前・戸祭・公民館前                         | 宝木団地                 |               |
| 関東自動車 | 54       | 県庁前・西塙田町・戸祭台一号・第一グリーンヒル・戸祭台三号・西塙田町・県庁前 | （戸祭台循環）JR宇都宮駅 |               |

#### 5番のりば
塙田・宇商高校前又は竹林・FKDを経て市北部郊外の富士見ヶ丘・田原街道方面に向かう関東自動車の路線バスが発着する。
| 運行事業者 | 行先番号 | 主要経由地                                                                                 | 行先                 | 備考                |
| ---------- | -------- | ------------------------------------------------------------------------------------------ | -------------------- | ------------------- |
| 関東自動車 | 16       | 今泉五丁目・竹林十文字                                                                     | 富士見ヶ丘団地       |                     |
| 関東自動車 | 16       | 今泉五丁目・竹林十文字・済生会病院                                                         | 富士見ヶ丘団地       |                     |
| 関東自動車 | 16       | 宮島町十文字・宇商高校前                                                                   | 富士見ヶ丘団地       |                     |
| 関東自動車 | 18       | 今泉五丁目・竹林十文字                                                                     | 済生会病院           |                     |
| 関東自動車 | 60       | 今泉五丁目・竹林十文字・済生会病院・宇都宮北高校・豊郷中央小前                             | 豊郷台・帝京大学     |                     |
| 関東自動車 | 60       | 宮島町十文字・宇商高校前・岩曽西・豊郷中央小前                                             | 豊郷台・帝京大学     | 帝京大学 直通便あり |
| 関東自動車 | 60       | 宮島町十文字・宇商高校前・岩曽西・豊郷中央小前・豊郷台・帝京大学                           | 宇都宮美術館         |                     |
| 関東自動車 | 61       | 宮島町十文字・宇商高校前・岩曽西・豊郷中央小前・下田原                                     | 宇都宮グリーンタウン |                     |
| 関東自動車 | 61       | 宮島町十文字・宇商高校前・岩曽西・豊郷中央小前・下宝井                                     | 宇都宮グリーンタウン |                     |
| 関東自動車 | 62       | 宮島町十文字・宇商高校前・岩曽西・豊郷中央小前・下田原・中里原十文字                       | 今里                 |                     |
| 関東自動車 | 62       | 宮島町十文字・宇商高校前・岩曽西・豊郷中央小前・下田原・中里原十文字・今里・大宮下町・玉生 | 塩谷町役場           |                     |
| 関東自動車 | 64       | 宮島町十文字・宇商高校前・岩曽西・豊郷中央小前・豊郷台・帝京大学                           | ニュー富士見         |                     |

#### 6番のりば
馬場町・県庁前・東武宇都宮駅を経由して一の沢・駒生・大谷街道方面に向かう関東自動車の路線バスが発着する。
| 運行事業者 | 行先番号 | 主要経由地 | 行先       | 備考 |
| ---------- | -------- | --- | ---------- | --- |
| 関東自動車 | 10       | 東武駅前・桜通り十文字・作新学院前                                                                             | 駒生営業所 | 一部作新学院直通バスあり（通学生徒向け） 平日・月〜金の駒生行き一部便は、とちぎ健康の森経由あり 深夜バスあり |
| 関東自動車 | 45       | 東武駅前・桜通り十文字・作新学院前・城山地区市民センター・大谷観音前・資料館入口                               | 立岩       | |
| 関東自動車 | 47       | 東武駅前・桜通り十文字・作新学院前・城山地区市民センター・森林公園入口・ニューサンピア栃木・鹿沼駅前・鳥居跡町 | 鹿沼営業所 | |

#### 7番のりば
馬場町・県庁前・東武宇都宮駅を経由して一の沢・駒生地区に向かう関東自動車の路線バスが発着。2021年10月からは駒生営業所が担当する宇都宮東武止まりのバス（東武〜越戸〜柳田車庫・平出工業団地線など）も発着を開始した。6番のりばは宇都宮駅が始発のバス、7番乗り場は各方面からやってきた宇都宮駅が始発ではないバスと棲み分けがなされている。
2024年3月より、JRバス関東の作新学院前行きもこの乗り場を発着する。
| 運行事業者 | 行先番号           | 主要経由地                         | 行先       | 備考 |
| ---------- | ------------------ | ---------------------------------- | ---------- | --- |
| 関東自動車 | 10                 | 東武駅前・桜通り十文字・作新学院前 | 駒生営業所 | 平日・月〜金の駒生行き一部便は、とちぎ健康の森経由あり                                                              |
| 関東自動車 | 05                 | 東武駅前                           | 宇都宮東武 | 3番乗り場に発着する旧東野交通の路線と異なり、宇都宮駅〜東武駅前間は合併前のの関東自動車路線と同じ停留所に停車する。 |
| JRバス関東 | 水都西線（11系統） | 東武駅前・桜通り十文字             | 作新学院前 | |

#### 8番のりば
馬場町・県庁前・東武宇都宮駅を経由して栃木医療センター・日光街道方面に向かう路線バス（50番台）と、竹林を経て市北部岩曽・白沢街道方面に向かう関東自動車の路線バス（70番台）が発着する。
| 運行事業者 | 行先番号 | 主要経由地 | 行先             | 備考             |
| ---------- | -------- | --- | ---------------- | ---------------- |
| 関東自動車 | 51       | 東武駅前・桜通り十文字・栃木医療センター正門・戸祭・宝木・仁良塚                                                         | ろまんちっく村   |                  |
| 関東自動車 | 52       | 東武駅前・桜通り十文字・栃木医療センター前・文星大学前                                                                   | 山王団地         |                  |
| 関東自動車 | 52       | 東武駅前・桜通り十文字・栃木医療センター前・文星大学前・中徳次郎                                                         | 石那田           |                  |
| 関東自動車 | 52       | 東武駅前・桜通り十文字・栃木医療センター前・文星大学前・中徳次郎・石那田                                                 | 篠井ニュータウン | 平日午後 1便のみ |
| 関東自動車 | 56       | 東武駅前・桜通り十文字・栃木医療センター前・文星大学前・中徳次郎・石那田・海老王子・下大沢                               | 今市車庫         |                  |
| 関東自動車 | 56       | 東武駅前・桜通り十文字・栃木医療センター前・文星大学前・中徳次郎・石那田・篠井ニュータウン・下大沢                       | 今市車庫         |                  |
| 関東自動車 | 56       | 東武駅前・桜通り十文字・栃木医療センター前・文星大学前・中徳次郎・石那田・海老王子・下大沢・JR日光駅・東武日光駅         | 日光東照宮       |                  |
| 関東自動車 | 56       | 東武駅前・桜通り十文字・栃木医療センター前・文星大学前・中徳次郎・石那田・篠井ニュータウン・下大沢・JR日光駅・東武日光駅 | 日光東照宮       |                  |
| 関東自動車 | 58       | 東武駅前・桜通り十文字・栃木医療センター前・文星大学前・中徳次郎・石那田・篠井学道・塩野室・佐貫観音前                   | 船生             |                  |
| 関東自動車 | 70       | 今泉五丁目・竹林十文字・堀切・中海道町                                                                                   | 釜井台団地       |                  |
| 関東自動車 | 71       | 今泉五丁目・竹林十文字・堀切・中海道町・河内地域自治センター                                                             | 白沢河原         |                  |
| 関東自動車 | 71       | 今泉五丁目・竹林十文字・堀切・奈坪台中央・河内地域自治センター                                                           | 白沢河原         |                  |
| 関東自動車 | 73       | 今泉五丁目・竹林十文字・堀切・御幸が原小学校前                                                                           | 奈坪台中央       |                  |

#### 9番のりば
今泉・越戸を経て、平出地区へ向かう路線（12番）と簗瀬地区を経て市南東部や上三川町に向かう関東自動車の路線バス（80番台）が発着する。
| 運行事業者 | 行先番号 | 主要経由地                                                                           | 行先                    | 備考 |
| ---------- | -------- | ------------------------------------------------------------------------------------ | ----------------------- | ---- |
| 関東自動車 | 12       | 白楊高校・越戸・上平出入口                                                           | 柳田車庫                |      |
| 関東自動車 | 12       | 白楊高校・越戸・上平出入口                                                           | 平出工業団地 御幸交番前 |      |
| 関東自動車 | 80       | 城東小前・簗瀬金堀・平松宿・東高校前                                                 | 瑞穂野団地              |      |
| 関東自動車 | 80       | 城東小前・簗瀬金堀・平松宿・東高校前・緑の郷入口                                     | 瑞穂野団地              |      |
| 関東自動車 | 81       | 城東小前・簗瀬金堀・平松宿・東高校前・下桑島                                         | 東汗                    |      |
| 関東自動車 | 84       | 城東小前・簗瀬金堀・平松宿・東高校前・瑞穂野団地・万所成願寺・本郷台                 | 本郷台西汗              |      |
| 関東自動車 | 85       | 中央市場前・簗瀬金堀・東川田・屋板郵便局前・南高校前・上蒲生                         | 上三川車庫              |      |
| 関東自動車 | 85       | 中央市場前・簗瀬金堀・東川田・屋板郵便局前・南高校前・インターパーク宇都宮南・上蒲生 | 上三川車庫              |      |

#### 10番のりば
馬場町・県庁前・東武宇都宮駅を経由して鹿沼街道方面へ向かう関東自動車の路線バスが発着する。
| 運行事業者 | 行先番号 | 主要経由地                                                                                           | 行先       | 備考                   |
| ---------- | -------- | --- | ---------- | ---------------------- |
| 関東自動車 | 40       | 東武駅前・桜通り十文字・三の沢                                                                       | 西の宮団地 |                        |
| 関東自動車 | 43       | 東武駅前・桜通り十文字・三の沢・野尻                                                                 | 砥上車庫   |                        |
| 関東自動車 | 43       | 東武駅前・桜通り十文字・三の沢・野尻・長坂坂上・白桑田・鹿沼駅前・鳥居跡町                           | 鹿沼営業所 |                        |
| 関東自動車 | 43       | 東武駅前・桜通り十文字・三の沢・野尻・共和大学・宇都宮短期大学・長坂坂上・白桑田・鹿沼駅前・鳥居跡町 | 鹿沼営業所 | 大学休校日は大学非経由 |

#### 11番のりば
馬場町・県庁前・東武宇都宮駅を経由して陽南・江曽島地区へ向かう関東自動車の路線バスが発着する。2015年から宇都宮市による社会実験として運行されのちに正式運行開始された今宮線もこの乗り場から発車する。今宮線は宇都宮駅を出てすぐ宮の橋交差点を左折し旭陵通り経由のルートを取ってショートカットして東京街道に出るため、県庁前や東武宇都宮駅は経由しない。
| 運行事業者 | 行先番号 | 主要経由地                                                                           | 行先                    | 備考         |
| ---------- | -------- | ------------------------------------------------------------------------------------ | ----------------------- | ------------ |
| 関東自動車 | 31       | 東武西口・一条・川田入口・県立がんセンター前・江曽島駅・緑2丁目                      | 西川田東 総合運動公園西 | 深夜バスあり |
| 関東自動車 | 25       | （旭陵通り経由、東武宇都宮駅非経由）川田入口・江曽島4丁目・今宮1丁目・総合運動公園東 | 雀宮駅                  |              |

#### 12番のりば
馬場町・県庁前・東武宇都宮駅を経由して東京街道及び市南西部へ向かう関東自動車の路線バスが発着する。
| 運行事業者 | 行先番号 | 主要経由地                                                                       | 行先                    | 備考 |
| ---------- | -------- | -------------------------------------------------------------------------------- | ----------------------- | ---- |
| 関東自動車 | 25       | 東武西口・一条・川田入口・台新田神社前・雀宮駅入口                               | 上古山入口              |      |
| 関東自動車 | 25       | 東武西口・一条・川田入口・台新田神社前・雀宮駅入口・上古山入口・上町             | 石橋駅                  |      |
| 関東自動車 | 25       | 東武西口・一条・川田入口・台新田神社前・雀宮駅入口・上古山入口・石橋総合病院入口 | 石橋駅                  |      |
| 関東自動車 | 36       | 東武駅前・宇女高入口・六道・文化会館前・宇高校前                                 | 鶴田駅                  |      |
| 関東自動車 | 36       | 東武駅前・宇女高入口・六道・文化会館前・宇高校前・東原町                         | 西川田東 総合運動公園西 |      |
| 関東自動車 | 41       | 東武駅前・宇女高入口・六道・深津                                                 | 運転免許センター        |      |
| 関東自動車 | 41       | 東武駅前・宇女高入口・六道・深津                                                 | 楡木車庫                |      |
| 関東自動車 | 41       | 東武駅前・宇女高入口・六道・深津・運転免許センター                               | 楡木車庫                |      |

- 宇都宮競輪場無料送迎バス

#### 13番のりば
馬場町・県庁前・東武宇都宮駅を経由して鶴田・西川田地区へ向かう関東自動車の路線バスが発着する。
| 運行事業者 | 行先番号 | 主要経由地                                                     | 行先     | 備考 |
| ---------- | -------- | -------------------------------------------------------------- | -------- | ---- |
| 関東自動車 | 34       | 東武駅前・陽西通り十文字・文化会館前・南宇都宮・宇高校前       | 鶴田駅   |      |
| 関東自動車 | 37       | 東武駅前・桜通り十文字・滝谷町・文化会館西口・宇高校前         | 鶴田駅   |      |
| 関東自動車 | 37       | 東武駅前・桜通り十文字・滝谷町・文化会館西口・宇高校前・東原町 | 西川田駅 |      |

#### 14番のりば
旧・東野交通の水戸街道を経由して宇都宮市東部・南部・真岡・益子に向かう系統と、2024年3月からは同じく水戸街道を経由するJRバス関東の茂木行きの系統も発着する。14番乗り場を発車する全便が宇都宮大学（峰キャンパス）を経由する。
| 運行事業者 | 行先番号           | 主要経由地                                                                                                 | 行先                 | 備考                         |
| ---------- | ------------------ | --- | -------------------- | ---------------------------- |
| JRバス関東 | 水都西線（11系統） | 宇大前・鐺山十字路・道場宿・芳賀町工業団地管理センター前・祖母井・祖陽が丘団地・市塙駅入口・道の駅もてぎ北 | 茂木駅               |                              |
| 関東自動車 | 09                 | 宇大前 | ベルモール           |                              |
| 関東自動車 | 90                 | 宇大前・鐺山十字路・石法寺・台町                                                                           | 真岡営業所           | 一部便を除きベルモールも経由 |
| 関東自動車 | 90                 | 宇大前・鐺山十字路・水橋（橋場）・台町                                                                     | 真岡営業所           |                              |
| 関東自動車 | 91                 | 宇大前・鐺山十字路・水橋（橋場）・東高橋・七井駅前                                                         | 益子駅前             | 一部便を除きベルモールも経由 |
| 関東自動車 | 92                 | 宇大前・鐺山十字路                                                                                         | 星の杜中学校高等学校 |                              |

#### 16番のりば
関東自動車などの高速バスが発着する。
- マロニエ号（成田空港行）（関東自動車・千葉交通）
- マロニエ号（羽田空港行）（関東自動車・東京空港交通）
- とちの木号（京都駅・大阪駅（東梅田駅）・USJ行）（関東自動車・近鉄バス）
- 夜行高速バス名古屋線（名古屋（名鉄バスセンター）行）（福島交通・名鉄バス）[23][24][25][26]

#### 38番のりば
関東自動車の路線バスが発着する。
- ［34］宇都宮市街循環線「きぶな号」

#### 臨時乗降場
ロータリーの出口付近に関東自動車用の臨時乗降場があるが、現在はインターパーク宇都宮南行の無料シャトルバス発着所となっている。
※東武バスが乗り入れていた時は13番乗り場を関東自動車と共用で使用していた（六道経由の一般乗合バスは1992年3月まで、宇都宮競馬場開催時の無料送迎バスは1995年頃まで。）

## 宇都宮駅東口
東口バス乗り場は、宇都宮市川向町・宮みらいにある一般路線バスのバス停留所である。関東自動車の岡本・陽東方面バス路線と企業の通勤用バス（キヤノン・中外製薬など）が発着する。

### 歴史と現況
かつて、宇都宮駅の東側は広大な列車・貨物操車場となっていて多くの鉄道留置線路が敷かれており、そこに駅東口という位置付けの設備が本格的にできたのは近年（2010年前後）の事である。東口は、JR線の西側にある宇都宮駅舎ビルからこの線路群を跨いで東に伸びる東西自由通路（跨線橋）の出入口及びその前に設けられた広場であり、近年の貨物輸送の自動車化やJR宇都宮運転所の規模縮小などによって余剰となった宇都宮駅構内留置線敷地の一部を整備・開設された。その一部は現在交通ロータリーになっている。東口を発着する路線バスの歴史は、当時市東部唯一の学園であった海星女子学院（現在の星の杜中学校・高等学校）の通学向けバスを除けば、西口を発着する柳田方面行路線の一部便を東口経由として設定したのが始まりである。当初は乗り場も1つのみで、駅東口発着路線網は限定的であった。近年の駅東口地区再開発に合わせてバスターミナルが整備され、東口を始発・終着とする路線が多数設定される様になった。しかし、鬼怒川以東まで足を伸ばす路線については依然として中心市街地を始発・終着として駅西口を経由する便が主体となっている。
2023年8月26日に宇都宮駅東口からベルモール、清原地区を経て、芳賀・高根沢工業団地までを結ぶLRT「宇都宮芳賀ライトレール線」が開通。

#### 年表
- 2000年（平成12年）10月1日 - JRバス関東が祖母井線の一部便を経路変更し駅東口経由に変更。
- 2001年（平成13年）12月1日 - 関東バスが駅東口を始発・終着とする宇都宮大学循環線を開設。また西口を始発・終着としていた東コミュニティ循環線を東口始発・終着に変更。
- 2002年（平成14年）6月1日 - JRバス関東が駅東口と宇都宮大学工学部を結ぶ路線を開設。
- 2005年（平成17年）10月1日 - 関東バスが東コミュニティ東町循環線を新設し、東コミュニティ線を統合。
- 2007年（平成19年）8月6日 - JRバス関東が清原球場線の下りバス（産業創造プラザ行）の宇都宮駅東口乗り入れを廃止。
- 2007年（平成19年）10月1日 - 関東バスが東コミュニティ東町循環線の便数を大幅削減（平日9本／土曜・休日7本→毎日3本）。
- 2009年（平成21年）3月2日 - JRバス関東が東口始発清原台行を新設（平日2本のみ）。
- 2009年（平成21年）3月31日 - 関東バスが東コミュニティ東町循環線を廃止。
- 2013年（平成25年）1月9日 - 関東バスが平松本町循環線を新設。
- 2013年（平成25年）4月1日 - 東野交通が東口を始発・終着とする平出工業団地線を新設。途中、2009年に廃止された東コミュニティ循環線の一部を経由する。
- 2020年 (令和2年)  4月1日 - 関東バス(旧東野交通)の卸団地循環線の乗り場が、西口から東口へ変更となる。
- 2021年 (令和3年)  10月1日 - 関東バスが岡本・御幸ヶ原・平出エリアを大幅に再編し、東口発着の岡本線、和久線を新設[27]。
- 2023年 (令和5年)  8月27日 - LRT「宇都宮芳賀ライトレール線」の開通により、JR宇都宮駅東側のバス路線の見直しが行なわれた[28]。

### のりば（東口）

#### 1・2番のりば
平日は平出工業団地・清原工業団地内の企業が運行する送迎バスが発着する。土日祝日はイベントシャトルバスが使用する場合もある。

#### 3番のりば
| 運行事業者 | 行先番号 | 主要経由地                                                                             | 行先                 | 備考                         |
| ---------- | -------- | -------------------------------------------------------------------------------------- | -------------------- | ---------------------------- |
| 関東自動車 | 02       | 簗瀬町十文字・平松本町西・県営平松本町住宅前・平松本町公民館・平松本町西・簗瀬町十文字 | （循環）宇都宮駅東口 | 平松本町循環                 |
| 関東自動車 | 02       | 宇大前・東峰町・卸団地入口・平松本町・宇大前                                           | （循環）宇都宮駅東口 | 卸団地循環（東峰町先回り）   |
| 関東自動車 | 02       | 宇大前・平松本町・卸団地入口・東峰町・宇大前                                           | （循環）宇都宮駅東口 | 卸団地循環（平松本町先回り） |
| 関東自動車 | 09       | 宇大前                                                                                 | ベルモール           |                              |

#### 4番のりば
| 運行事業者 | 行先番号 | 主要経由地                               | 行先         | 備考 |
| ---------- | -------- | ---------------------------------------- | ------------ | ---- |
| 関東自動車 | 75       | 東町・御幸ヶ原元町・上野団地             | 岡本駅西口   |      |
| 関東自動車 | 75       | 東町・御幸ヶ原元町・上野団地・岡本駅西口 | 和久         |      |
| 関東自動車 | 12       | 東図書館入口・北越戸町・御幸交番前       | 平出工業団地 |      |

#### 5・6番のりば
日光や那須方面の宿泊施設の送迎バスが発着するほか、宇都宮周辺地域での大型イベント開催時にシャトルバス発着場としても使用される。
2024年4月からは、西口16番のりば発着だった作新学院大学スクールバスが東口6番のりば発着となる。